# Copenhagen Fablab
Copenhagen FabLab er et FabLab der også omfatter en reparationscafé og de er en del af Valby Kulturhus, hvor borgere har fri adgang til ideudfoldelse i stor stil. Det ligger på 4. sal i kulturhuset, hvor man har indrettet det med en større maskinpark.
Copenhagen FabLab åbnede dørene den 9. januar 2013 og det er Kultur Valby under Københavns Kommunes Kultur- og fritidsforvaltning der står bag åbningen. Der findes fablabs i mere end 40 byer verden over, heriblandt Amsterdam, Oslo, Berlin, London, Barcelona og New York. Copenhagen Fablab bliver en del af et globalt netværk, hvor man forpligter sig til, at der skal være offentlig og gratis adgang til 3D-teknologien, at man som 3D-værksted overholder en række fælles standarder i udvalg af maskiner og processer, så idéer og færdigudviklede projekter kan deles globalt mellem fablabs og deres brugere, og endelig at man tilslutter sig det globale fablabfællesskab, hvor delingen finder sted.

## Copenhagen Fablab tilbyder følgende faciliteter
- Elektronikarbejdsplads
- 3D-printer med plastiktråd
- 3D (2.5D)-mikrofræser og scanner
- Folieskærer
- Laserskærer
- Broderimaskine
- På sigt også stor CNC-fræser

Laserskæreren kan skære i rigtig mange forskellige materialer, så som acryl, pap, læder og træ.

## Fakta omkring FabLab
Fablab er en sammentrækning af fabrikationslaboratorium.
Den grundlæggende idé blev udviklet af den amerikanske professor Neil Gershenfeld fra MIT.